# Shantae: Risky’s Revenge
Shantae: Risky’s Revenge ist ein Jump ’n’ Run des amerikanischen Entwicklerstudios WayForward. Es erschien am 4. Oktober 2010 für Nintendo DSi als Nachfolger des 2002 veröffentlichten Shantae. Es folgten Umsetzungen für iOS, Windows, PlayStation 4, PlayStation 5, Wii U, Nintendo Switch und Xbox One. 2014 erschien der Nachfolger Shantae and the Pirate’s Curse.

## Handlung
Während der jährlichen Relic Hunters Expo beobachten Shantae und ihre Freunde, wie ihr Onkel Mimic seinen neuesten Fund enthüllt. Es ist eine gewöhnlich aussehende, in Stein gehüllte Lampe. Als sie sich über den Zweck wundern, zerstören Risky Boots und ihre Piraten die Messe und stehlen die Lampe. Shantae kämpft gegen sie, wird aber bewusstlos geschlagen, sodass Risky entkommen kann. Bürgermeisterin Scuttlebutt macht den Halbgeist dafür verantwortlich, dass die Stadt in Unordnung ist und ihre Arbeit nicht richtig erledigt und entlässt sie als Wächterin von Scuttle Town.
Obwohl Shantae keine Wächter-Dschinn mehr ist, beschließt sie dennoch, die Verantwortung zu übernehmen, um Risky Boots’ neuestes Komplott zu stoppen. Mimic enthüllt Shantae, dass drei versteckte magische Siegel notwendig sind, um die Magie der Lampe freizusetzen, und Shantae macht sich auf die Suche nach ihnen. Mit Hilfe ihres Freundes Rottytops, erfährt sie, dass die Siegel im Besitz von drei Schatzjägern sind, den Baronen von Sequin Land. Während Shantae die Barone verfolgt, bringt Risky Rottytops und ihre Brüder dazu, Mimic für sie zu entführen. Als Shantae drei der Siegel hat, übergibt sie die Siegel im Austausch für Mimic. Risky saugt dann Shantaes magische Hälfte in die Lampe ein. Mit der Hälfte, die Risky eingesaugt hat, beschwört sie die Nega-Shantae. Shantae schafft es, ihr Gegenüber zu besiegen und flieht aus Riskys Versteck, als es einstürzt. Da sie Mimic gerettet hat, ist Shantae als Wächterin der Stadt eingestellt.

## Spielprinzip
Der Spieler steuert die Figur der Shantae, eine Halb-Dschinn, die verschiedene Gebiete erkunden muss, um ihren Erzfeind, eine böse Piratin namens Risky Boots aufzuhalten. Shantaes Hauptangriff besteht aus einer Wirbelattacke ihrer Haaren, die sie peitschenartig gegen ihre Gegner schwingen kann. Um im Spiel voranzukommen, muss Shantae verschiedene Verwandlungszauber finden. Durch diese Zauber, die durch einen Bauchtanz aktiviert werden, nimmt Shantae unterschiedliche Tiergestalten mit einzigartigen Fähigkeiten an. Dazu gehören ein Affe, der sich an bestimmte Oberflächen klammern und zwischen Wänden hindurchrennen kann, ein Elefant, der Felsen zertrümmern kann, um neue Bereiche zu öffnen, und eine Meerjungfrau, die unter Wasser schwimmen kann. Spieler können diese Fähigkeiten nutzen, um neue Bereiche innerhalb eines Levels zu erreichen und spezielle Gegenstände zu finden, die auf der ganzen Welt versteckt sind. Der Spieler erhält je nach Abschlusszeit und Anzahl der gesammelten Gegenstände unterschiedliche Zwischensequenzen.

## Rezeption
Das Spiel wurde von Kritikern gut aufgenommen und erreichte 85/100 bei Metacritic und 86 % bei GameRankings. Die iOS-Version bekam bei Metacritic eine Punktzahl von 75/100. Die Kritiker lobten das Spiel für seine schöne Grafik, den exzellenten Soundtrack. IGN nannte es eine „Liebesarbeit einer Fortsetzung, die nicht enttäuscht“.